# Attack & Release
Attack & Release è il quinto album del duo blues-rock The Black Keys, pubblicato nel 2008.

## Il disco
È la seconda pubblicazione per la Nonesuch Records, e il primo registrato in uno studio (Suma Recording Studio, Painesville, Ohio). È stato pubblicato il 1º aprile 2008 e ha debuttato al 14º posto della Billboard 200. 
La canzone I Got Mine è stata la numero 23 della classifica "100 migliori canzoni del 2008" della rivista Rolling Stone.
Things Ain't Like They Used to Be presenta un duetto tra Dan Auerbach e Jessica Lea Mayfield, cantante country diciassettenne, e Same Old Thing vede lo zio di Patrick Carney, Ralph Carney, al flauto.
Alcuni brani sono stati utilizzati in serie televisive (Strange Times in un episodio della serie The Vampire Diaries, Lies in uno di Lie to Me, So He Won't Break in uno di One Tree Hill); Strange Times è anche presente nei videogiochi Grand Theft Auto IV e NASCAR 09.

## Tracce
Testi e musiche di Dan Auerbach e Patrick Carney, eccetto dove indicato.
1. All You Ever Wanted – 2:55
2. I Got Mine – 3:58
3. Strange Time – 3:09
4. Psychotic Girl – 4:10
5. Lies – 3:58
6. Remember When (Side A) – 3:21
7. Remember When (Side B) – 2:10
8. Same Old Thing – 3:08
9. So He Won't Break – 4:13
10. Oceans & Streams – 3:25
11. Things Ain't Like They Used to Be – 4:54 (Dan Auerbach)

## Formazione
The Black Keys
- Dan Auerbach – chitarra, voce
- Patrick Carney – batteria

Altri musicisti
- Marc Ribot – chitarra
- Ralph Carney – flauto in Same Old Thing
- Jessica Lea Mayfield – voce in Things Ain't Like They Used to Be